# Genoveva (opera)

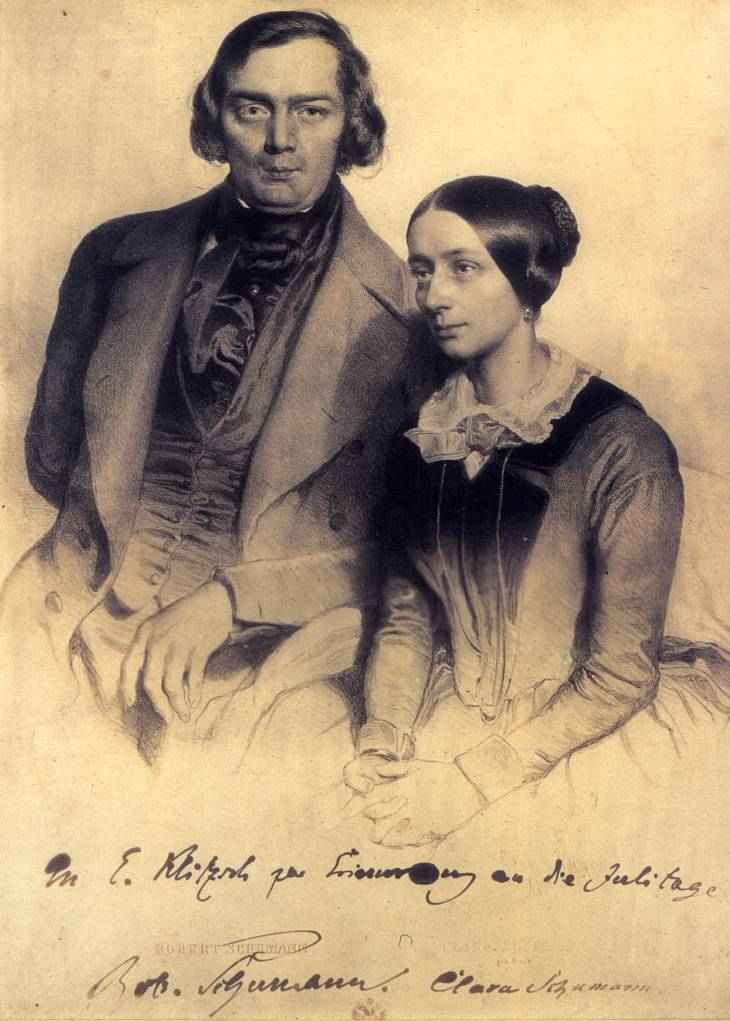
Robert Schumann med sin hustru Clara, 1847.

Genoveva är en opera i fyra akter med musik av Robert Schumann, och text av tonsättaren och Robert Reinck efter Johann Ludwig Tiecks och Christian Friedrich Hebbels skådespel Genoveva.

## Historia
Sökandet efter ett ämne som motsvarade Schumanns höga anspråk visade sig blir dyrbart och tidsödande. Goethes, E.T.A. Hoffmanns och Mörikes verk övervägdes och nästan allt stoff som ligger till grund för Wagners operor togs i beaktande, ända tills Schumann slutligen bestämde sig för Genoveva. Från Hebbel hämtade han motivet och handlingsförloppet, medan han från Tieck fick den sägenliknande karaktären och idén till en upphöjdhet i Gud. Han antecknade den första april 1847 som dagen för sitt beslut och skissade genast ouvertyren. Vännen Robert Reinick skrev texten år honom, men de blev oense, så tonsättaren fullbordade själv librettot. Trots komplikationer gick arbetet med tonsättningen snabbt och lätt. Uruppförandet uppsköts två gånger men avlöpte slutligen den 25 juni 1850 på Stadttheater i Leipzig med Schumann som dirigent. Trots den stora framgången blev det ändå bara två föreställningar till.

## Personer
- Hidulfus, biskop av Trier (baryton)
- Siegfried, pfalzgreve (baryton)
- Hans hustru Genoveva (sopran)
- Golo (tenor)
- Margaretha (sopran)
- Drago, överhovmästare (bas)
- Balthasar, tjänare (bas)
- Caspar, tjänare (baryton)
- Angelo (stum roll)
- Riddare, präster, väpnare, pigor, knektar, folk, uppenbarelser (kör, statister)

## Handling
I och omkring Strasbourg, 730 e.Kr
Akt I
Pfalzgreven Siegfried undsätter kung Karl Martell i kampen mot morerna och anförtror sin hustru Genoveva åt sin följeslagare Golo, medan tjänstefolket lämnas i den trogne tjänare Dragos beskydd. Golo älskar Genoveva och försöker behärska sin lidelse, men uppmanas av sin amma Margeretha, som hatar Siegfried, att ge efter för sina drifter.
Akt II
Golo uppvaktar Genoveva, som tillbakavisar hans närmanden och förolämpar honom. Han låter då sprida ut ett rykte om att Genoveva bedrar sin äkta make. Det uppbragta tjänstefolket kräver att härskarinnan skall förklara sig, söker igenom hennes gemak och finner den oskyldige Drago, som de mördar i tron att han är hennes älskare, varefter de griper Genoveva.
Akt III
Under tiden ligger pfalzgreven sårad i Strasbourg. Margaretha skyndar till honom åtföljd av Golo. Siegfried tillfrisknar snart och Margaretha visar honom i en magisk spegel Genovevas föregivna otrohet. Den uppbragte Siegfried krossar spegeln och rusar ut. Ur skärvorna reser sig den döde Drago och uppmanar Margaretha att bekänna om hon inte vill sluta på bålet.
Akt IV
Knektarna för Genoveva ut i ett vilt bergsområde. Golo ber en sista gång om hennes kärlek, men hon förblir ståndaktig. Då visar sig Golo med Siegfrieds svärd och ring, och befaller knektarna att döda Genoveva. Men de har inte hjärta att döda den bedjande kvinnan. När man hör hornstötar, griper hon till flykten. Margaretha har bekänt sanningen för Siegfried och båda söker nu efter Genoveva, som de finner i ödemarken. Genoveva är utan förbehåll beredd att börja ett nytt liv tillsammans med Siegfried. Biskopen av Trier välsignar på nytt deras äktenskap, medan folket prisar Gud som skänker lycka åt alla. 